# Gastronomía de Asia
La Gastronomía de Asia corresponde a un conjunto de gastronomías asociadas a los países y etnias de Asia. Casi siempre se emplea el término generalizando tanto a las gastronomías del Este de Asia como las del Sudeste Asiático. Tiene como principal vía de influencia (y de comunicación entre ellas) tanto el Océano Índico como el Océano Pacífico. Las principales gastronomías de esta zona son las cocinas del Sureste Asiático, la cocina china y la cocina japonesa e india. En algunos países la denominación "cocina de Asia" como en el Reino Unido viene a indicar las cocinas procedentes del sur de Asia: cocina de la India.

## Platos asiáticos
Una de las características comunes a las cocinas asiáticas es el uso abundante y variado del pescado, procedente de los amplios océanos Índico y el Pacífico. El cultivo del arroz marca la abundancia de ingredientes basados en este alimento. El terreno de las religiones la existencia del Islam en algunos países hace que no se coma la carne de algunos animales. En algunas agrupaciones culturales y culinarias de esta parte del mundo se suele emplear preparaciones ligeramente especiadas denominadas currys por los occidentales, estas preparaciones  suelen ser de carnes o de legumbres y suelen tener texturas de estofados, guisos donde se acompaña generalmente con el arroz u otros alimentos que contrasten el sabor fuerte del curry.

## Gastronomías de Asia
- Gastronomía del Este Asiático
- Gastronomía del Sureste Asiático